# 绥化专区
绥化专区，中华人民共和国黑龙江省已撤销的专区，在今黑龙江省中部。
1956年置，专员公署驻绥化县（今绥化市北林区）。辖原由省直辖的绥化、海伦、望奎、兰西、庆安、绥棱、铁力、北安、德都、巴彦、呼兰、木兰、通河13县。
1958年，撤销绥化专区，将绥化、望奎、绥棱、海伦、铁力、庆安、通河、木兰、兰西、巴彦10县划归松花江专区；德都、北安2县划归嫩江专区；呼兰县划归哈尔滨市。
1965年，原松花江专区驻地由哈尔滨市迁回绥化县，并改名绥化专区，辖绥化、海伦、望奎、兰西、庆安、绥棱、肇州、肇源、肇东、青冈、明水、铁力、安达13县。
1967年，撤销绥化专区，改置绥化地区。